# Unione Sportiva Sassuolo Calcio (femenino)
La Unione Sportiva Sassuolo Calcio, conocida como Sassuolo o Sassuolo Femminile, es la sección de fútbol femenino del club italiano homónimo con sede en la ciudad de Sassuolo (Módena), en Emilia-Romaña. Actualmente compite en la Serie A.

## Historia
El equipo nació en 2016 como A.S.D. Sassuolo Calcio Femminile, cuando el U.S. Sassuolo Calcio adquirió la Reggiana Calcio Femminile, histórico club de fútbol femenino fundado en 1976 y ganador de tres ligas italianas y de tres copas de Italia.
En su primera temporada (2016-17), el Sassuolo finalizó primero en el grupo B de la Serie B, logrando el ascenso a la Serie A, la máxima división italiana.
El 3 de julio de 2019, el equipo se convirtió en la sección de fútbol femenino del U.S. Sassuolo Calcio y adquirió el mismo nombre.

## Palmarés
| Competición nacional | Títulos            | Subcampeonatos |
| -------------------- | ------------------ | -------------- |
| Serie B (1/0)        | 2016-17 (Grupo B). |                |